# Amelia Tokagahahau Aliki
Amelia Tokagahahau (ou Tōkagahahau), née vers 1825 et morte le 1er mars 1895 ou le 10 mars 1895, est une reine coutumière d'Uvea (lavelua), ayant régné du 19 février 1869 à sa mort, pendant vingt-six ans.
Elle proclame en 1870 un ensemble de lois connues sous le nom de Code Bataillon. À la demande de la mission catholique, elle adresse à la France une demande de protectorat en 1886 et signe le 5 avril 1887 un traité qui entérine le protectorat sur l'île de Wallis. Elle complète la construction du palais royal d'Uvea à Mata Utu et elle fait aussi construire la cathédrale Notre-Dame-de-l'Assomption de Wallis, où elle est inhumée.

## Biographie

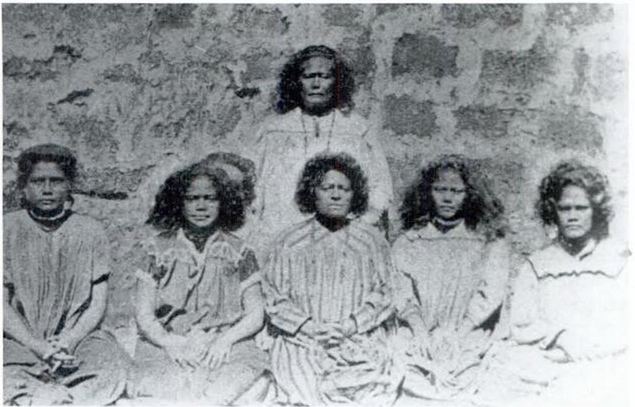
La reine Amélia (au centre au deuxième rang) en 1887 avec des jeunes filles de la noblesse (Aliki) devant le palais royal de Wallis (Uvea).

Amelia est la fille du roi Soane Patita Vaimu'a (qui règne de 1831 à 1858). Elle succède à sa tante Falakika Seilala. Elle devient reine d'Uvea le 19 février 1869, avec le soutien des missionnaires. Dès son élection, elle fait face à une révolte dynastique menée par Tu'ugahala, un de ses rivaux à la succession.

### Consolidation du pouvoir royal
En 1870, elle publie un recueil de lois uvéennes, nommé Code Bataillon car fortement inspiré par l'évêque Pierre Bataillon. « Ce recueil de “codes et règlements”, basé sur l'idéologie chrétienne, organise, au profit des pouvoirs coutumiers et religieux, la vie sociale et privée des peuples d'Uvea. ».

En 1870, Pierre Bataillon rédige également le Code de Wallis que la reine promulgue en 1871. Ce texte législatif rédigé en wallisien fixe par écrit la composition précise de la chefferie, figeant ainsi cette institution qui avait évolué jusqu'alors. Ce code consacre le lavelua comme « chef suprême unique », il nomme les ministres et les autres chefs. Aucune procédure de destitution n'est envisagée (le roi règne jusqu'à sa mort). Sophie Chave-Dartoen explique que « c'est une monarchie de droit divin qui est ainsi mise en place ». Le peuple doit vivre sous l'autorité du clergé ; la religion catholique est reconnue comme l'unique religion du pays.

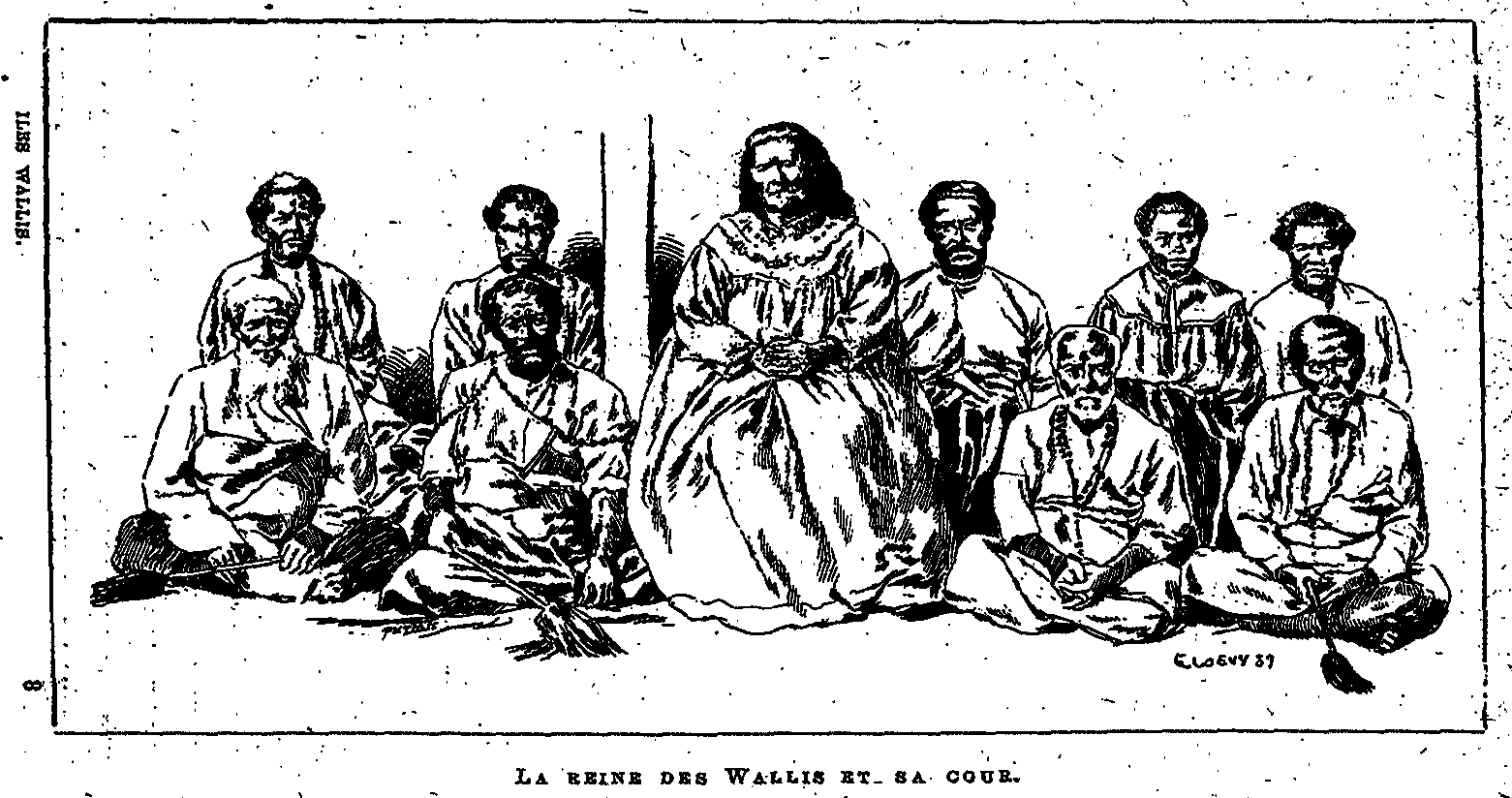
La reine Amelia et sa cour (vers 1889).

### Protectorat français
Le 19 novembre 1886, la reine Amelia rédige une demande de protectorat à la France :

« La reine de Wallis, désirant resserrer les liens qui, depuis de longues années déjà l’unissent à la France, accepte de se mettre sous le protectorat de la France.
Comme marque extérieure de ce mutuel engagement, elle écartèlera son pavillon du pavillon français.
Un résident sera chargé des affaires extérieures et de toutes les affaires concernant les Européens.
La reine désire conserver toute son indépendance. Elle désire aussi conserver toute son autorité sur les naturels.
Le Résident aura le droit de siéger au Conseil des Ministres. La nomination de ce Résident sera soumise à l'acceptation de la reine et même le désir de la reine serait, tant que cela ne gênera pas les relations internationales, que le Résident soit un père de la Mission et plus tard, lorsque le Résident sera pris en dehors de la Mission, il sera encore assisté comme interprète par un des pères de la Mission auprès de la Reine dans le Conseil des Ministres. La reine déterminera un terrain d'à peu près vingt hectares, à la convenance du Résident et des fonctions qu'il aura à remplir. »

— Amelia Lavelua, Fait à Wallis, le 19 novembre 1886
Elle signe le 5 avril 1887 un traité qui accepte cette protection à condition que ses prérogatives soient garanties. Les deux rois de Futuna ratifient ensuite le même texte et le protectorat de Wallis-et-Futuna est véritablement établi en 1888.

### Mort et succession
La reine Amelia décède le 1er mars 1895 ou le 10 mars 1895 selon les sources. Elle est enterrée dans le caveau royal de la cathédrale de Mata-Utu. Sa mort déclenche une crise de succession : Vito Lavelua II, fils de Soane Patita, est désigné comme son successeur, mais son concurrent Isaake rassemble une cinquantaine d'hommes et réussit à se faire introniser roi. Finalement, la mission intervient et réussit à éviter un affrontement. La menace de la déportation à l'île des Pins (en Nouvelle-Calédonie) des chefs rebelles finit de convaincre Isaake de laisser le pouvoir à Vito.

## Comparaison avec d'autres souveraines d'Océanie
Amelia Tokagahahau est la troisième femme de l'histoire wallisienne à devenir reine, après Toifale (1825-1829), Falakika Seilala (1858-1869) et avant Aloisia Brial (1953-1958) ; elle s'inscrit également parmi d'autres reines de Polynésie, comme Salote Tupou III aux Tonga (1918-1965), Liliʻuokalani à Hawaï (1891-1893) ou Pōmare IV à Tahiti (1827-1877).